# Mitostoma macedonicum
Espèce
Mitostoma macedonicum est une espèce d'opilions dyspnois de la famille des Nemastomatidae.

## Distribution
Cette espèce est endémique de Macédoine du Nord.

## Description
Le mâle holotype mesure 2,1 mm.

## Systématique et taxinomie
Cette espèce a été décrite par Hadži en 1973.

## Étymologie
Son nom d'espèce lui a été donné en référence au lieu de sa découverte, la Macédoine du Nord.

## Publication originale
- Hadži, 1973 : « Novi taksoni suhih južin (Opilionidea) v Jugoslaviji - Neue Taxa der Weberknechte (Opilionidea) aus Jugoslawien. » Razprave Slovenska Akademija Znanosti in Umetnosti SAZU (IV), vol. 16, no 1, p. 1–120.